# Ville de Paris (1764)
Il Ville de Paris fu un vascello di linea francese da 104 cannoni che prestò servizio nella Marine royale tra il 1764 e il 1782. Catturato dagli inglesi durante il corso della battaglia delle Saintes, affondò poco tempo dopo durante un uragano al largo dei banchi di Terranova con la perdita di tutto l'equipaggio tranne un uomo.

## Storia

La resa del vascello Ville de Paris durante la battaglia delle Saintes (12 aprile 1782).

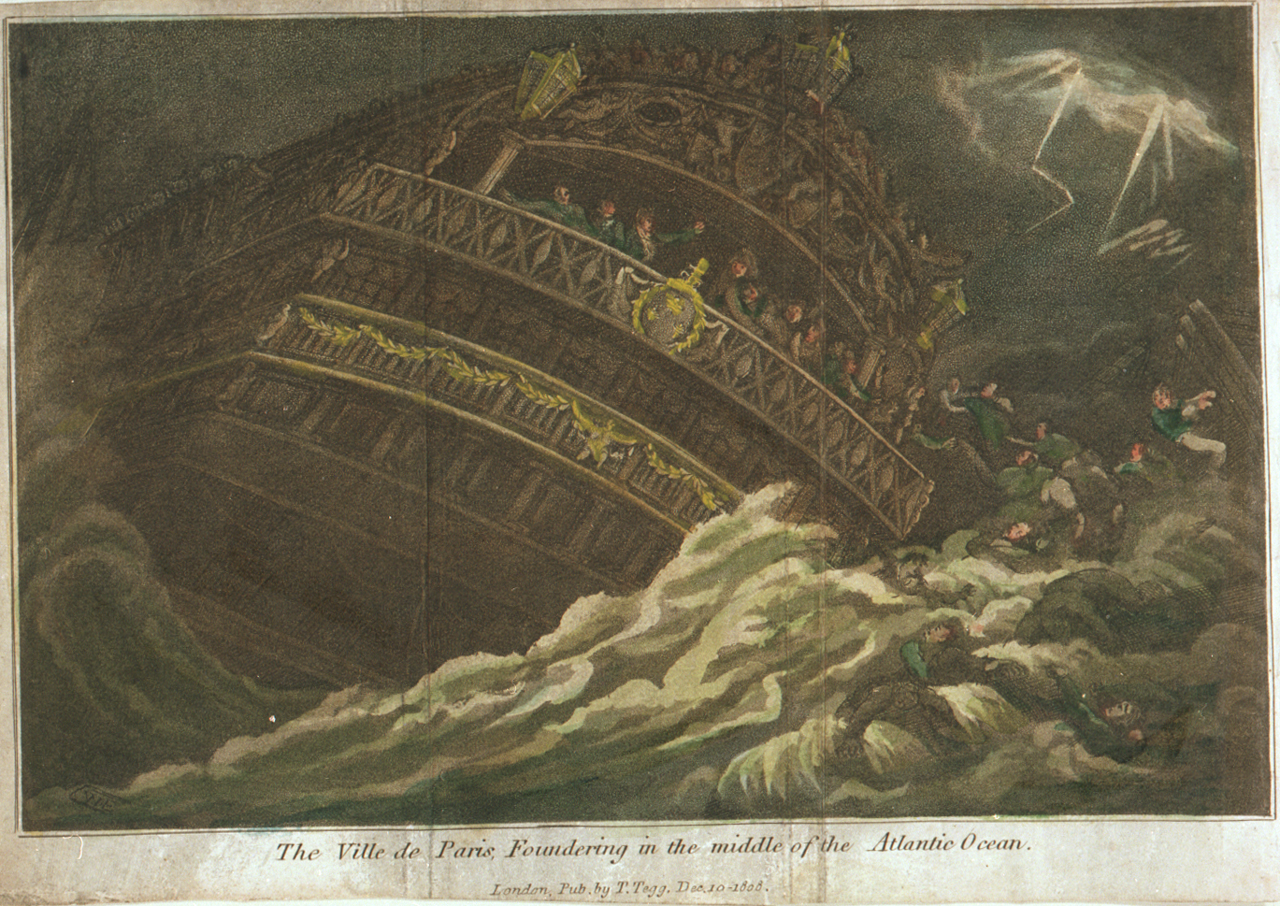
L'affondamento della Ville de Paris il 19 settembre 1782.

Progettato dall'ingegnere François Guillaume Clairain des Lauriers il vascello a tre ponti Impétueux fu impostato a Rochefort nel corso del 1757, ma i lavori di costruzione vennero interrotti poco dopo a causa della guerra imperante e della mancanza di legname. Fu poi ribattezzato Ville de Paris in onore della popolazione della Capitale che aveva partecipato largamente al finanziamento della sua costruzione in risposta all'appello lanciato dal Ministro della marina Étienne François de Choiseul che, a corto di denaro, aveva chiesto con un apposito appello agli abitanti del reame che contribuissero al potenziamento della marina con donazioni di denaro. I lavori ripresero nel 1762 e la nave fu varata il 12 aprile 1764. Insieme al treponti Bretagne, varato due anni dopo, fu una delle ventidue navi da guerra completate in Francia tra il 1762 e il 1768, di cui 5 finanziate della casse dello stato e 17 finanziate da donazione di città e provincie. L'armamento iniziale del Ville de Paris comprendeva 90 cannoni, 30  da 36 libbre, 32 da 24 libbre e 28 da 12 libbre.
Il 2 giugno 1764 il Ville de Paris fu trasferito a Brest e messo in disarmo e fino al maggio 1778 quando entrò in servizio attivo.
Divenuta nave ammiraglia del comandante della squadra navale francese, Luc Urbain du Bouëxic de Guichen durante la battaglia di Ouessant (1778), in questa occasione impegnò combattimento contro il vascello inglese Victory, nave di bandiera di Augustus Keppel. Danneggiato nel corso della battaglia, durante i successivi lavori di riparazione, eseguiti dal settembre 1778 all'aprile 1779, al Ville de Paris vennero ampliate sia la prua che la poppa, con la costruzione dei relativi castelli, e l'armamento venne aumentato a 100 cannoni divenendo un vascello di primo rango.
Nel 1779 fu l'ammiraglia di una divisione sotto il comando di Louis Charles du Chaffault de Besné, parte dell'Armata navale del 1779.
In quell'anno il vascello prese parte ad una missione nel fallito attacco alle città portuali dell'Inghilterra meridionale di Portsmouth e Plymouth. La Ville de Paris, al comando del capitanoJean-Michel Huon de Kermadec, avrebbe dovuto coprire il previsto sbarco francese sull'isola di Wight. Nel 1780 lo scafo fu preparato per il previsto impiego nei Caraibi, venendo ricoperto da lastre di rame e in questa occasione furono installati ulteriori 4 cannoni da 8 libbre a prua.
Nel marzo 1781 il Ville de Paris era la nave ammiraglia di una flotta di 21 navi al comando di François Joseph Paul de Grasse, salpata il giorno 22 da Brest e diretta verso il mare dei Caraibi. Prese parte alla battaglia di Fort Royal (Martinica), al comando del capitano Antoine Cresp de Saint-Césaire,  che si concluse con un duello di artiglieria a lunga gittata con le navi francesi che continuarono nella loro navigazione. Dopo la conquista di Tobago (2 giugno), la flotta francese fece ritorno a Santo Domingo, ancorandosi a Cap-Français. Il 12 agosto de Grasse ricevette qui una lettera dal generale Jean-Baptiste Donatien de Vimeur de Rochambeau, e salpato da Haiti il 3 agosto sbarcò 3.000 soldati nella baia di Chesapeake il 29 dello stesso mese. Con la successiva battaglia navale al largo della baia di Chesapeake, la flotta francese intervenne con decisione nella guerra d'indipendenza americana il 5 settembre.
Il 17 settembre 1781 l'ammiraglio de Grasse ricevette il generale statunitense George Washington a bordo della Ville de Paris al largo di Cape Henry. I due decisero di trattenere la flotta francese per sei settimane in zona al fine di bloccare gli inglesi al largo della costa. Dopo che l'esercito britannico capitolò nella battaglia di Yorktown del 19 ottobre, il 4 novembre successivo de Grasse partì con le sue navi per effettuare ulteriori operazioni contro gli inglesi nell'area dei Caraibi.
Mentre le truppe da sbarco francesi conquistavano l'isola di St. Kitts nel gennaio 1782, il vascello Ville de Paris combatté nel corso della battaglia navale di St. Kitts. Nel mese di aprile le navi francesi stavano per invadere la Giamaica. Nell'arcipelago delle Îles des Saintes, tra la Guadalupa e la Dominica incontrarono una superiore formazione navale britannica.  Nella successiva battaglia delle Saintes del 12 aprile 1782, la Ville de Paris, al comando del conte Jean-Baptiste François de La Villéon, rimase separata dalla sua formazione navale e, come altre quattro navi francesi, fu catturata dagli inglesi dopo essere rimasta seriamente danneggiata in diverse ore di combattimento e con l'equipaggio decimato (121 morti e oltre 280 feriti).
Le navi catturate furono dapprima portate dagli inglesi a Port Royal per effettuare le prime riparazioni, dove la Ville de Paris, non più in grado di navigare, senza alberi e senza timone, giunse a rimorchio dalla Namur.  Riparata sommariamente la Ville de Paris fu assegnata, al comando del captain George Wilkinson, ad un grande convoglio composto da navi da guerra e navi mercantili che, al comando dell'ammiraglio Thomas Graves, doveva fare rotta dalla Giamaica alla Gran Bretagna. Tale formazione navale fu colpita da un uragano al largo di Terranova il 19 settembre 1782. La Ville de Paris colò a picco con la perdita di 500 uomini, e vi fu un solo sopravvissuto che da allora fu noto come "Wilson of the Ville de Paris". In quella occasione andarono perse altre tre navi da guerra, i vascelli Ramillies, Glorieux e Centaur.

### Annotazioni
1. ↑  Già brillante progettista del vascello da 80 cannoni Duc de Bourgogne, e che fu fatto nobile poco dopo il varo del vascello Ville de Paris.
2. ↑  Furono montati 4 cannoni da 12 libbre e 6 piccoli cannoni da 6 libbre sul cassero di poppa precedentemente disarmato.
3. ↑  Tale pratica era diffusa nella Royal Navy, ma ancora poco usata nella Marine royale.

### Fonti
1. ↑  Three Decks.
2. 1 2 3 4 5 6 7 8 9 10 11 12 13 14 15 16 17 18 19 20 21  Troisponts.
3. ↑  Taillemite 2002, p. 149.
4. ↑  Lacour-Gayet 1910, p. 643.
5. 1 2 3  Three Decks.